# Куратово (сельское поселение)
Куратово — административно-территориальная единица (административная территория село с подчинённой ему территорией) и муниципальное образование (сельское поселение с полным официальным наименованием муниципальное образование сельского поселения «Куратово») в составе муниципального района Сысольского в Республике Коми Российской Федерации.
Административный центр — село Куратово.

## История
Статус и границы административной территории установлены Законом Республики Коми от 6 марта 2006 года № 13-РЗ «Об административно-территориальном устройстве Республики Коми».
Статус и границы сельского поселения установлены Законом Республики Коми от 5 марта 2005 года № 11-РЗ «О территориальной организации местного самоуправления в Республике Коми».

## Население
| 2010 | 2011 | 2012 | 2013 | 2014 | 2015 | 2016 |
| ---- | ---- | ---- | ---- | ---- | ---- | ---- |
| 913  | ↘908 | ↘897 | →897 | ↘864 | ↘823 | ↘814 |
| 2017 | 2018 | 2019 | 2020 | 2021 |      |      |
| ↘809 | ↘768 | ↘727 | ↘724 | ↘681 |      |      |

## Состав
Состав административной территории и сельского поселения:
| №  | Населённый пункт | Тип населённого пункта       | Население |
| -- | ---------------- | ---------------------------- | --------- |
| 1  | Бубдор           | деревня                      | 18        |
| 2  | Волим            | деревня                      | 1         |
| 3  | Ждановцы         | деревня                      | 3         |
| 4  | Заречное         | деревня                      | 210       |
| 5  | Ивановцы         | деревня                      | 29        |
| 6  | Картасикт        | деревня                      | 30        |
| 7  | Костин           | деревня                      | 2         |
| 8  | Куратово         | село, административный центр | 313       |
| 9  | Мельниковчи      | деревня                      | 4         |
| 10 | Мом              | деревня                      | 6         |
| 11 | Помйыв           | деревня                      | 23        |
| 12 | Прокопьевка      | деревня                      | 6         |
| 13 | Раевсикт         | деревня                      | 61        |
| 14 | Расчой           | деревня                      | 0         |
| 15 | Савуковчи        | деревня                      | 20        |
| 16 | Семановцы        | деревня                      | 15        |
| 17 | Семушино         | деревня                      | 2         |
| 18 | Слобода          | деревня                      | ↘86       |
| 19 | Сорма            | деревня                      | 4         |
| 20 | Уличпом          | деревня                      | 37        |
| 21 | Утка-Видзь       | деревня                      | 5         |
| 22 | Хваловцы         | деревня                      | 12        |
| 23 | Шорйыв           | деревня                      | 3         |
| 24 | Шучи             | деревня                      | 4         |
| 25 | Ыбпом            | деревня                      | 4         |
| 26 | Ягыб             | деревня                      | 15        |